# Alfred Möller (Forstwissenschaftler)

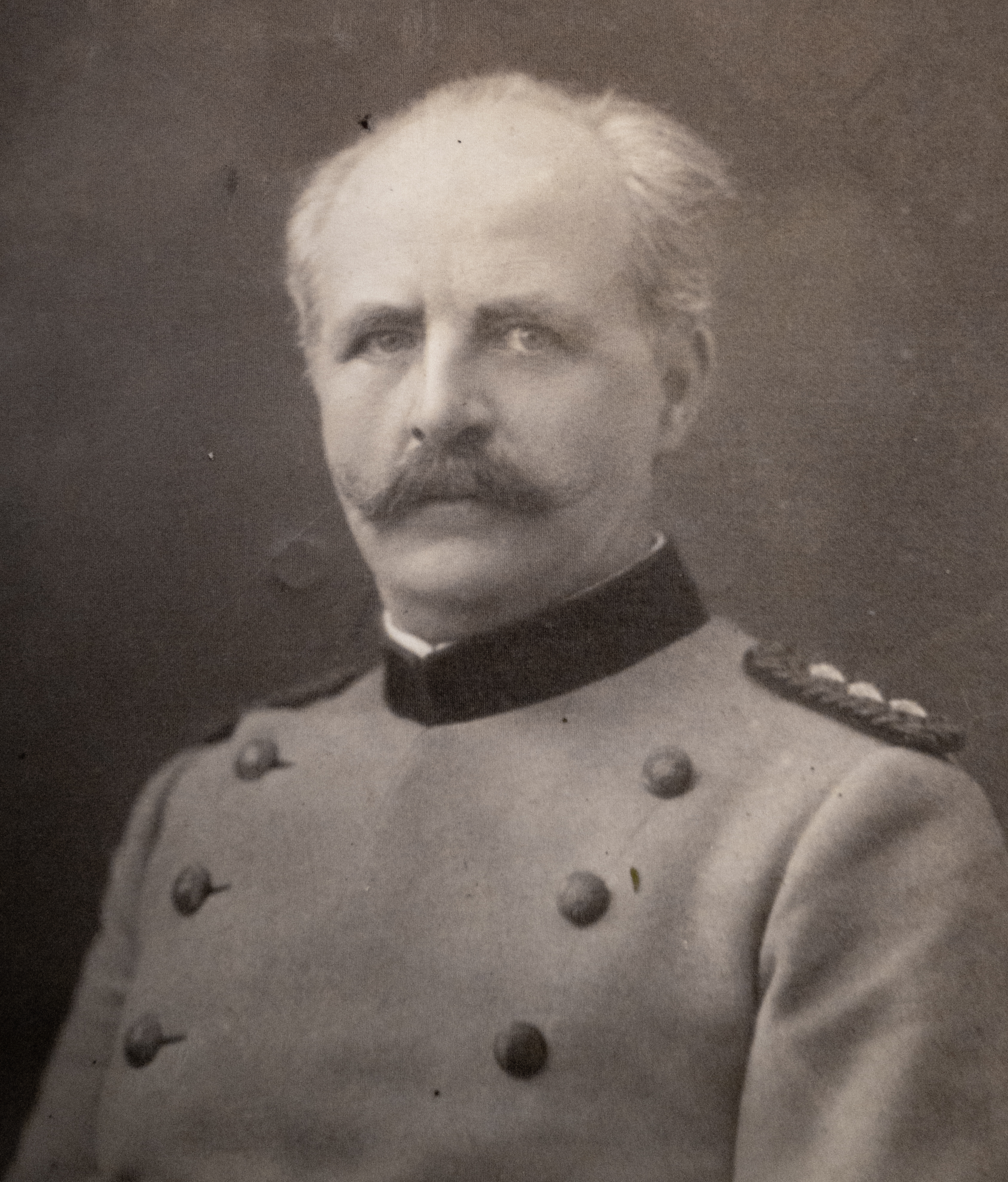
Alfred Möller ca. 1920

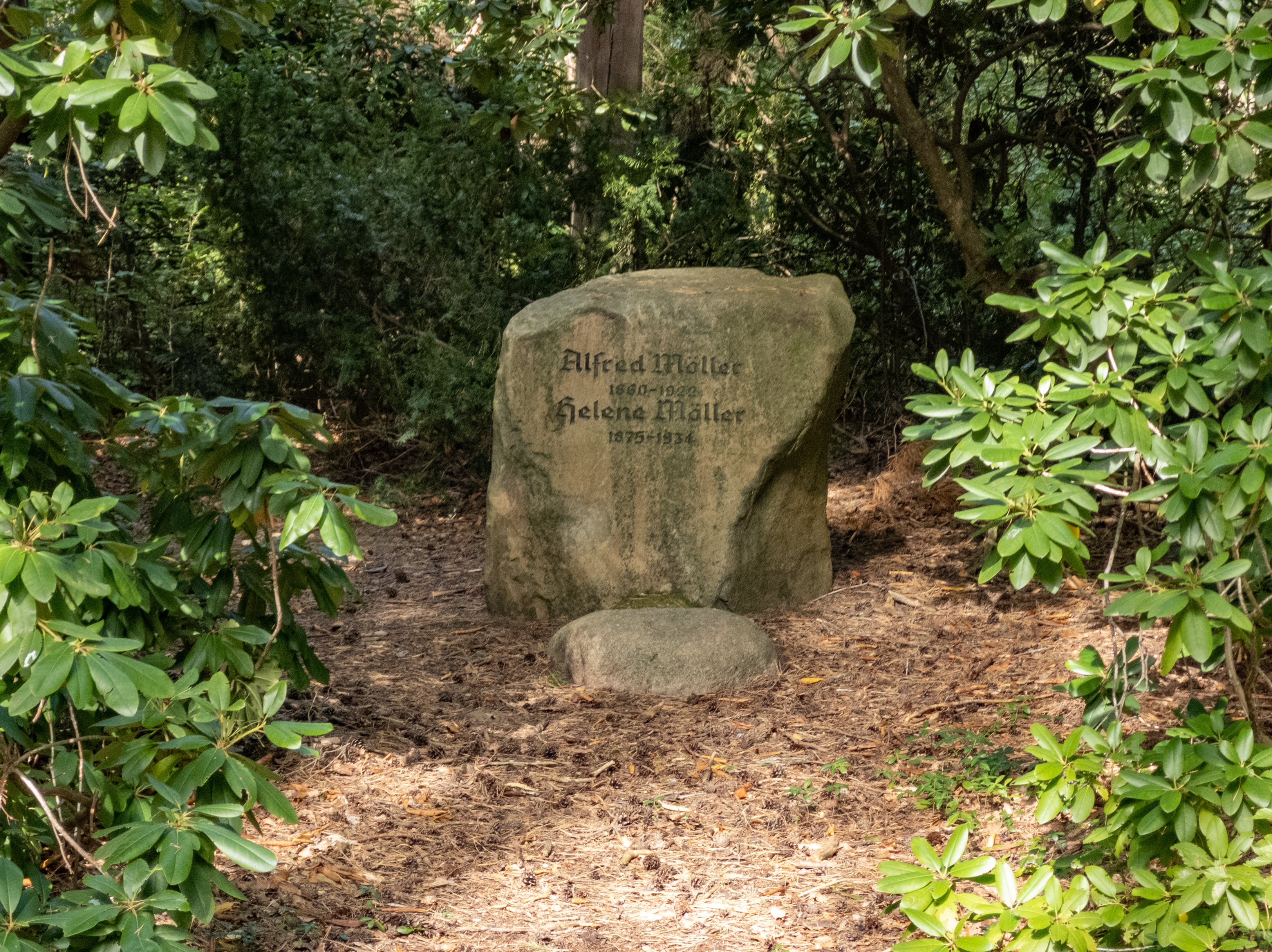
Möllergrab im Eberswalder Stadtforst

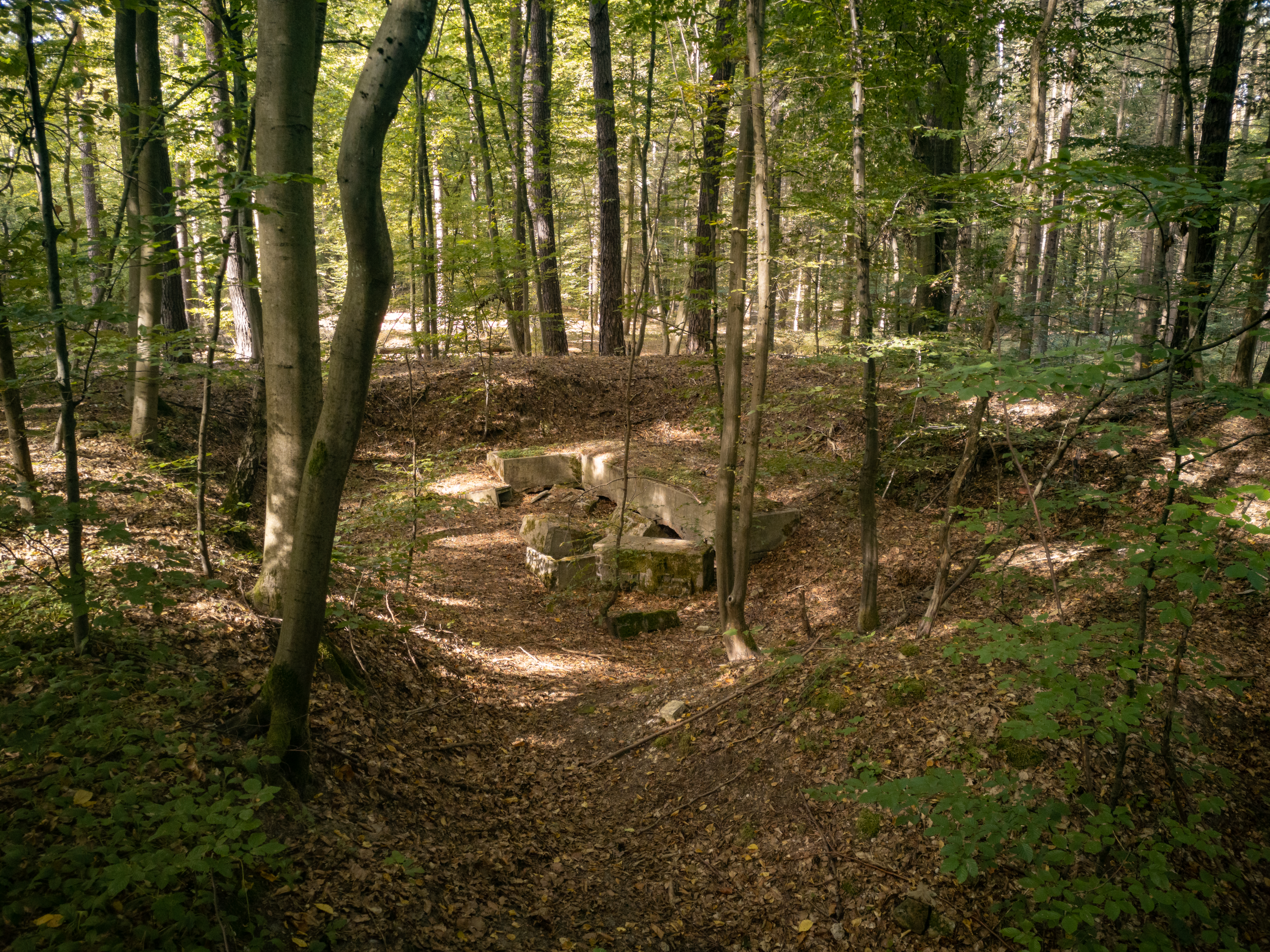
Überreste von Möllers Pilzhaus

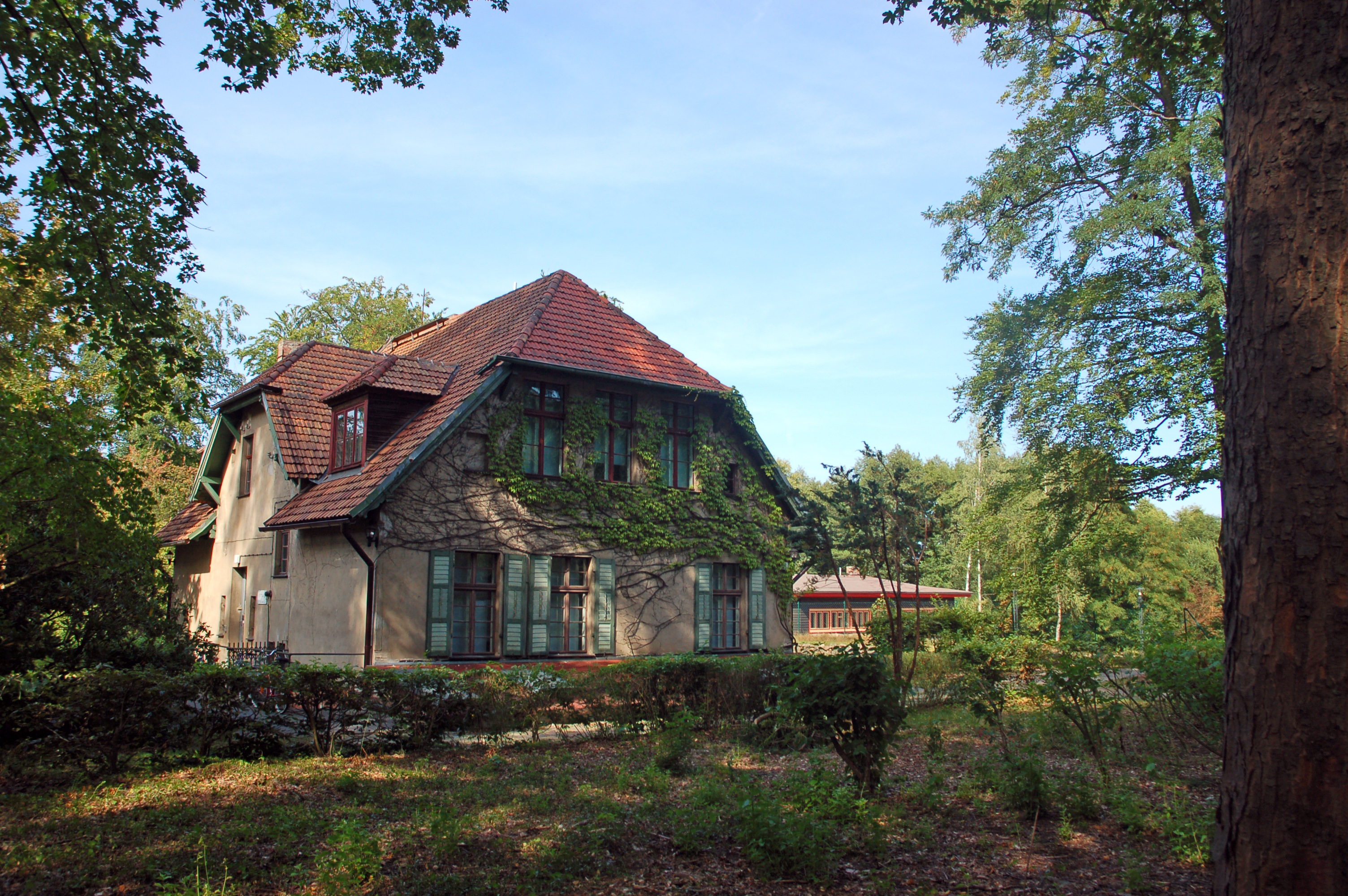
Ehemaliges Möller-Institut am Schwappachweg in Eberswalde

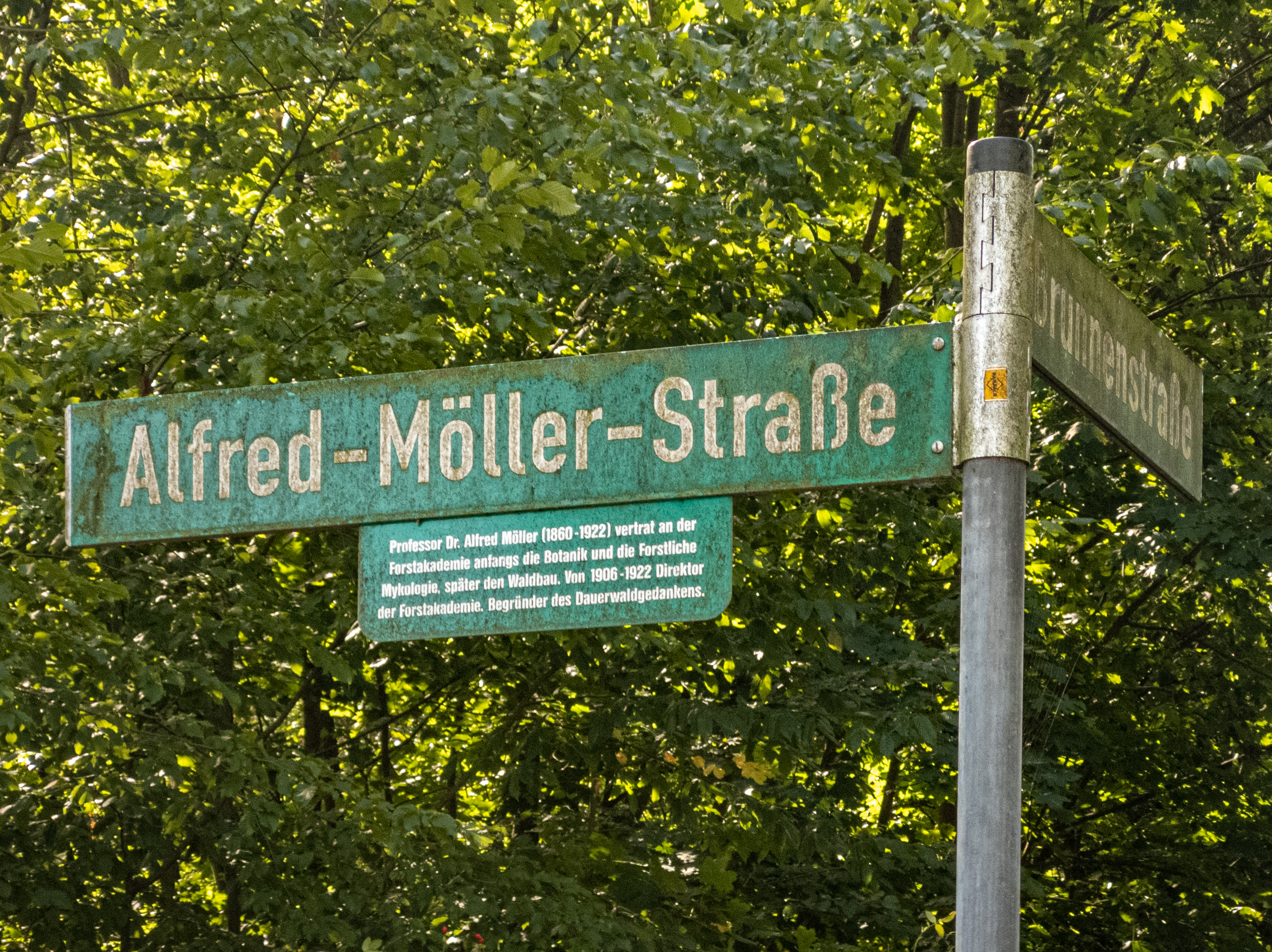
Alfred-Möller-Straße in Eberswalde, Waldcampus

Alfred Möller (* 12. August 1860 in Berlin; † 4. November 1922 in Eberswalde) war ein deutscher Forstwissenschaftler. Er begründete die Idee vom Dauerwald und war damit der Vordenker einer ökologischen Wende in der deutschen Waldwirtschaft.

## Leben und Wirkung
Alfred Möller gehört mit Robert Hartig, Wilhelm Pfeil, Bernhard Danckelmann, Adam Schwappach und Alfred Dengler zu den bekanntesten Wissenschaftlern der Eberswalder forstlichen Lehre und Forschung. Möller, geboren am 12. August 1860 in Berlin, studierte an der Höheren Forstlehranstalt in Eberswalde und absolvierte danach sein Referendariat bei Max Kienitz. Nach Staatsexamen und Promotion unternahm Möller eine dreijährige Studienreise durch Südbrasilien, die er zu Forschungen über tropische Pilze nutzte. Er stand dabei in sehr engem Kontakt mit seinem Onkel, dem großen Naturforscher Fritz Müller, in Kollegenkreisen auch „Fürst der Beobachter“ genannt. Fritz Müller schuf sein wissenschaftliches Werk in völliger räumlicher Abgeschiedenheit in der deutschsprachigen Kolonie Blumenau in Südbrasilien und arbeitete mit einfachsten technischen Mitteln.
Seit 1899 lehrte Möller als Professor für Botanik an der Forstakademie Eberswalde und führte diese von 1906 bis 1921 als deren Direktor. In Eberswalde gründete er ein anerkanntes Pilzinstitut. In dieser Zeit lernte er den Wald des Freiherrn Friedrich von Kalitsch im Fläming bei Bärenthoren kennen. Er untersuchte intensiv ein Jahrzehnt lang den Kalitsch‘schen Wald und erkannte in dessen Methode, den Wald zu bewirtschaften, den Beweis für seine Theorie vom Dauerwald, dem Wald als komplexem Organismus.
Dazu schrieb Möller 1922: „Für alle Wirtschaftenden, alle Betriebsarten, die unter dem gemeinsamen Grundgedanken ‚Stetigkeit des gesunden Waldwesens‘ ihr Handeln stellen, brauchte ich einen neuen Ausdruck, ich nannte solche Wirtschaften ‚Dauerwaldbetriebe‘ und stellte sie ausdrücklich allen anderen gegenüber, die jenen Leitgedanken nicht anerkannten, und die besondere Wirtschaftsart des Herrn von Kalitsch beschrieb ich unter der Überschrift ‚Kieferndauerwaldwirtschaft‘.“
In mehreren grundlegenden Veröffentlichungen popularisierte Möller seine Idee vom Dauerwald. Die beabsichtigte Wirkung seiner Schriften erlebte er nicht mehr, da er 1922 einer schweren Krankheit erlag. Als Nachfolger auf seinen Lehrstuhl wurde Alfred Dengler berufen. Anhänger und Skeptiker des Dauerwaldes lieferten sich in den Jahren nach 1922 einen z. T. heftigen Streit. Hausendorf, Wiebecke, Krutzsch und in den 1930er Jahren von Keudell nahmen wesentliche Elemente des Konzeptes auf und forderten eine großflächige Umsetzung der Idee bzw. setzten diese an einigen Orten bereits in die Praxis um (so z. B. Krutzsch in Bärenfels im Erzgebirge). Die kritischen Stimmen, wie z. B. jene von Dengler oder Wiedemann, wiesen insbesondere auf praktische Misserfolge der Dauerwaldwirtschaft in Bärenthoren hin und beklagten Rechenfehler bei der Ertragsbestimmung. Trotz seiner kritischen Stellungnahme formulierte Dengler 1925: „Der Dauerwaldgedanke hat in seinem Kern, dem ’Zurück zur Natur‘, für jeden Menschen, auch für mich, etwas ungemein Sympathisches.“
Erst nach Ende des Zweiten Weltkrieges kam es durch die Gründung der Arbeitsgemeinschaft Naturgemäße Waldwirtschaft (ANW) – in Westdeutschland – und der Einführung der programmatisch ähnlichen ‚Vorratspfleglichen Waldwirtschaft‘ in der DDR zu einer Renaissance des Dauerwaldgedankens. In der DDR stellten ab 1960 bei ihrer Kritik an Möller vor allem Wagenknecht und Richter die standörtliche Bindung der Waldwirtschaft in den Vordergrund. Nach ihrer Auffassung waren die Waldstrukturen im bekannten Kiefernrevier in Bärenthoren kein Dauerwald, sondern aufgrund der einsetzenden Bodenverbesserung (u. a. aufgrund der Aufgabe der Streunutzung) ein zweihiebiges Übergangsstadium hin zum Laubmischwald.
Die forstliche Ausbildungsstätte in Eberswalde vermittelte fortan und bis heute sowohl die etablierte Lehre vom sog. Altersklassenwald, als auch die des Dauerwaldes bzw. des vorratspfleglichen Waldes. Im Zentrum der waldbaulichen Ausbildung an der Hochschule für nachhaltige Entwicklung steht heute die gesamte Breite der waldbaulichen Konzepte und Verfahren (einschließlich ihrer historischen Entwicklung), mit einem Schwerpunkt im Bereich des naturnahen bzw. naturgemäßen Waldbaus, wie er von zahlreichen privaten und öffentlichen Waldbesitzern in Deutschland erfolgreich praktiziert wird. Insbesondere vor dem Hintergrund des Klimawandels wird in einem arten- und strukturreichen Waldökosystem ein Schlüssel für anpassungsfähige und resiliente Wälder gesehen.

## Dauerwaldgedanke als Leitgedanke naturgemäßer Waldwirtschaft
Möller gilt als Begründer der Dauerwaldbewegung (international ‚Continuous-Cover Forestry‘) und als Mentor der naturgemäßen Waldwirtschaft. Möller sah das zu erntende Holz im Wirtschaftswald nur als Frucht und den Wald in seiner Gesamtheit als den produzierenden Organismus an, den es stetig zu schützen und zu pflegen gilt. Entsprechend forderte er im Vorwort seiner Schrift „Der Dauerwaldgedanke“, den „Holzackerbau“. d. h. den Altersklassenwald zu beenden und sich in der Forstwirtschaft nicht länger an der „großen Schwester Ackerbau“, d. h. der Landwirtschaft, zu orientieren.
Wesentliche Elemente des Dauerwaldkonzeptes sind
1. Stetigkeit
2. Organismusgedanke
3. Ästhetik und Harmonie
4. Essentialismus und Intuition

Die Stetigkeit – also die im Gleichgewicht befindliche Waldwirtschaft – besteht nach Möller in einer standortsgemäßen Baumartenzusammensetzung und dauernden Bodengesundheit sowie in der Unterlassung aller plötzlichen, die Normalentwicklung des Waldes unterbrechenden Eingriffe. Die strikte Ablehnung des Kahlschlages war hierin begründet.
Der Organismusgedanke ist ein weiterer zentraler Begriff der Dauerwaldbewegung und bedingte, den Wald und den Boden als Einheit zu betrachten. „Die Dauerwaldwirtschaft … sieht in dem Walde ein einheitliches, lebendiges Wesen mit unendlich vielen Organen, die alle zusammenwirken und miteinander in Wechselbeziehung stehen.“ Möllers Kritiker lehnten den Organismusgedanken ab, da er der biologischen Definition des Organismus entgegensteht und schlugen stattdessen den Begriff Biozönose vor (Dengler). Der Organismusbegriff, der zu Beginn des 20. Jahrhunderts auch in anderen soziopolitischen Kontexten angewandt wurde, kann bei breiter Auslegung auch als ein Vorläufer des Ökosystemansatzes bzw. des holistischen Prinzips (im Gegensatz zum analytisch-mechanistischen Prinzip) gesehen werden.
Insbesondere in der frühen Phase der Dauerwaldbewegung vertraten seine Befürworter die These von der Schönheit des naturwüchsigen Waldes oder des Urwaldes, bzw. des Plenterwaldes, der ihm am nächsten komme.
In den Prinzipien der Dauerwaldbewegung manifestiert sich auch ein essentialistisches Waldverständnis: Der Wald könne mit analytisch-empirischen Methoden in seiner Gänze nicht erfasst werden, das Wesen des Waldes liege gleichsam im Verborgenen.
Die Dauerwaldbewegung empfand sich schließlich als Ausdruck einer neuen Zeit in der Forstwirtschaft, sie wurde als Rettung gesehen auf einem Weg heraus aus der Krisenhaftigkeit der Kahlschlagbewirtschaftung.
Naturnahe Waldwirtschaft und Dauerwald bzw. naturgemäße Waldwirtschaft sind heute stark konvergente Waldbewirtschaftungskonzepte, die sich vor allem in der Bewertung des Kahlschlags unterscheiden. Während dieser in der naturnahen Waldwirtschaft zwar kaum noch praktiziert wird, jedoch nicht vollkommen ausgeschlossen ist, lehnt das Dauerwaldkonzept die Kahlschlagsnutzung kategorisch ab.

## Reminiszenzen
- Die Fachzeitschrift der naturgemäßen Waldwirtschaft in Deutschland, herausgegeben von der ANW, trägt als Name den von Möller geprägten und in die Fachliteratur eingeführten Begriff „der Dauerwald“.

- 2011 gründete der Waldbesitzer und NABU-Waldsprecher Eckehardt Wenzlaff in Mecklenburg-Vorpommern die erste deutsche Dauerwaldstiftung, die sich das Ziel gesetzt hat, den Dauerwaldgedanken in Ausbildung und Praxis der öffentlichen Forstbetriebe zu fördern.

- Die Pilzgattung Moelleriella, die zu den Mutterkornpilzverwandten gehört, wurde zu Ehren von Alfred Möller von Giacomo Bresadola 1897 nach ihm benannt. Die artenreiche Gattung, mit Verbreitungsschwerpunkt in den Tropen, ist darauf spezialisiert, Schildläuse zu befallen. Der Fruchtkörper überwachst die befallenen Insekten komplett und bildet kleine, oft gelbe oder weiße Fruchtkörper.

- Eine Straße wurde nach ihm in Eberswalde benannt.

## Werke
- Alfred Möller: Der Dauerwaldgedanke, sein Sinn und seine Bedeutung, J. Springer Verlag, in Wilhelm Bode: kommentierter Reprint des Originals von 1922 (Oberteuringen 1992)
- Alfred Möller: Die Pilzgärten einiger südamerikanischer Ameisen, in: Botanische Mittheilungen aus den Tropen, Heft 6, G. Fischer Verlag, Jena 1893
- Alfred Möller: Brasilische Pilzblumen, in: Botanische Mittheilungen aus den Tropen, Heft 7, G. Fischer Verlag, Jena 1895 – (online)
- Alfred Möller: Phycomyceten und Ascomyceten. Untersuchungen aus Brasilien, G. Fischer Verlag, Jena 1901 – (online)